# Xu Si
Xu Si (Guangdong, 24 januari 1998) is een Chinees professioneel snookerspeler. Hij heeft tot nu toe nog geen toernooi op zijn naam geschreven, maar wel al twee keer een maximumbreak gemaakt.

## Carrière
In het seizoen 2024/2025 bereikte Xu de halve finale van het International Championship, waarin hij met 9-6 verloor van latere winnaar Ding Junhui nadat hij onder meer Judd Trump en Gary Wilson had verslagen.